# BARK
BARK (スウェーデン語: Binär Aritmetisk Relä-Kalkylator 2進数継電器計算機の意味)はスウェーデンの計算機委員会(スウェーデン語: Matematikmaskinnämnden)が40万クローナを投じて1950年2月に完成させた初期の電気機械式計算機である。BARKは32ビットの二進数計算機で、加算を150ms、乗算を250msで処理する能力を有し、メモリとしてレジスタを50、定数100を搭載していた。メモリは後に倍増された。
BARKの製造には、電話交換機用の一般的な継電器(リレー)5,000個(メモリの追加後に7,500個)が利用された。 配線は全長80kmに及び、ハンダ付け箇所は175,000点にのぼった。
開発はConny Palmをリーダーとするプロジェクトによって進められ、参加した技術者はHarry Freese、Gösta Neovius、Olle Karlqvist、Carl-Erik Fröberg、G. Kellberg、Björn Lind、Arne Lindberger、P. Petersson、M. Wallmarkらがいた。
情報工学の先駆者である米国のハワード・エイケンはBARKを見学したときに「ハーバード以外で実際に作動しているコンピュータを見たのは初めてだ」と述べた。
BARKは1950年4月28日から1954年9月22日まで使用された。BARK開発の数年後、スウェーデン計算機委員会はさらにBESKを完成させている。